# Alpes do Vale de Non
Os Alpes do Vale de Non  (em alemão:  Nonsberg-Gruppe) são um maciço montanhoso que se encontra na região de Trentino-Alto Adige da  Itália. O ponto mais alto é o Punta di Quaira com 3.905 m.
O maciço tira o seu nome de uma variante da língua Língua ladino-dolomítica, chamada Nones na Província autónoma de Trento, e o vale é o local onde ainda se fala essa língua.

## Localização
Os  Alpes do Vale de Non têm da mesma secção alpina a Sul os Dolomitas de Brenta e a Noroeste os Alpes de Ortles.
De outras secções tem a Nordeste os Alpes de Sarentino, a Leste os Dolomitas de Fiemme.

## SOIUSA
A Subdivisão Orográfica Internacional Unificada do Sistema Alpino (SOIUSA) dividiu os Alpes em duas grandes Partes: Alpes Ocidentais e Alpes Orientais, separados pela linha formada pelo  Rio Reno - Passo de Spluga - Lago de Como - Lago de Lecco.
Os Alpes de Ortles, Alpes do Vale de Non, Alpes de Adamello e de Presanella, e as Dolomitas de Brenta formam a secção alpina dos Alpes Réticos meridionais

### Classificação  SOIUSA
Segundo a SOIUSA este acidente geográfico é uma Sub-secção alpina com as seguintes características:
- Parte = Alpes Orientais
- Grande sector alpino = Alpes Orientais-Sul
- Secção alpina = Alpes Réticos meridionais
- Sub-secção alpina =  Alpes do Vale de Non
- Código = II/C-28.II